# 板砖薯蓣
板砖薯蓣（学名：Dioscorea banzuana）是薯蓣科薯蓣属的植物，为中国的特有植物。分布于中国大陆的云南省等地，生长于海拔1,550米的地区，常生于山坡稀疏乔灌木林中，目前尚未由人工引种栽培。

## 别名
板砖（云南蒙自）